# Джуні Чатмен
Джуні Чатмен (англ. Junie Chatman; нар. 29 березня 1956) — колишній американський тенісист.
Найвищу одиночну позицію світового рейтингу — 219 місце досяг 3 січня 1983, парну — 272 місце — 2 січня 1984 року.

## Фінали ATP Челленджер

### Парний розряд: 4 (3–1)
| Результат | В-П | Дата     | Турнір             | Покриття | Партнер     | Суперники                       | Рахунок       |
| --------- | --- | -------- | ------------------ | -------- | ----------- | ------------------------------- | ------------- |
| Перемога  | 1–0 | Бер 1981 | Кадуна, Нігерія    | Ґрунт    | Марк Вайнс  | Ієн Гарріс Крейг Віттус         | 6–1, 6–2      |
| Перемога  | 2–0 | Бер 1981 | Барселона, Іспанія | Ґрунт    | Марко Остоя | Франсіско Гонсалес Дерек Сеґал  | 6–4, 7–5      |
| Поразка   | 2–1 | Сер 1981 | Реус, Іспанія      | Ґрунт    | Брюс Дерлін | Еган Адамс Роббі Вентер         | 7–6, 4–6, 4–6 |
| Перемога  | 3–1 | Лип 1983 | Сантус, Бразилія   | Ґрунт    | Лео Палін   | Едвалду Олівейра Фернандо Роезе | 7–6, 6–2      |